# Marea Moschee din Damasc
Marea Moschee din Damasc, cunoscută de asemenea și sub numele de Moscheea Omeiadă sau Moscheea Umayyadă, este una dintre cele mai mari și vechi moschei din lume. Ca importanță, această moschee este considerată al patrulea loc sfânt de către unii credincioși musulmani. Moscheea se află situată în partea veche a orașului Damasc, capitala Siriei. Înainte de cucerirea arabă a Damascului în anul 634, pe locul moscheii se afla o bazilică închinată lui Ioan Botezătorul, considerat profet atât de creștini, cât și de musulmani, care îl recunosc sub numele de Yahya (în arabă يحيى). Se presupune că în moschee s-ar afla capul acestuia. De asemenea, mormântul lui Saladin se află într-o gradină a moscheii.

## Istoric

### Lăcașuri anterioare pe același amplasament

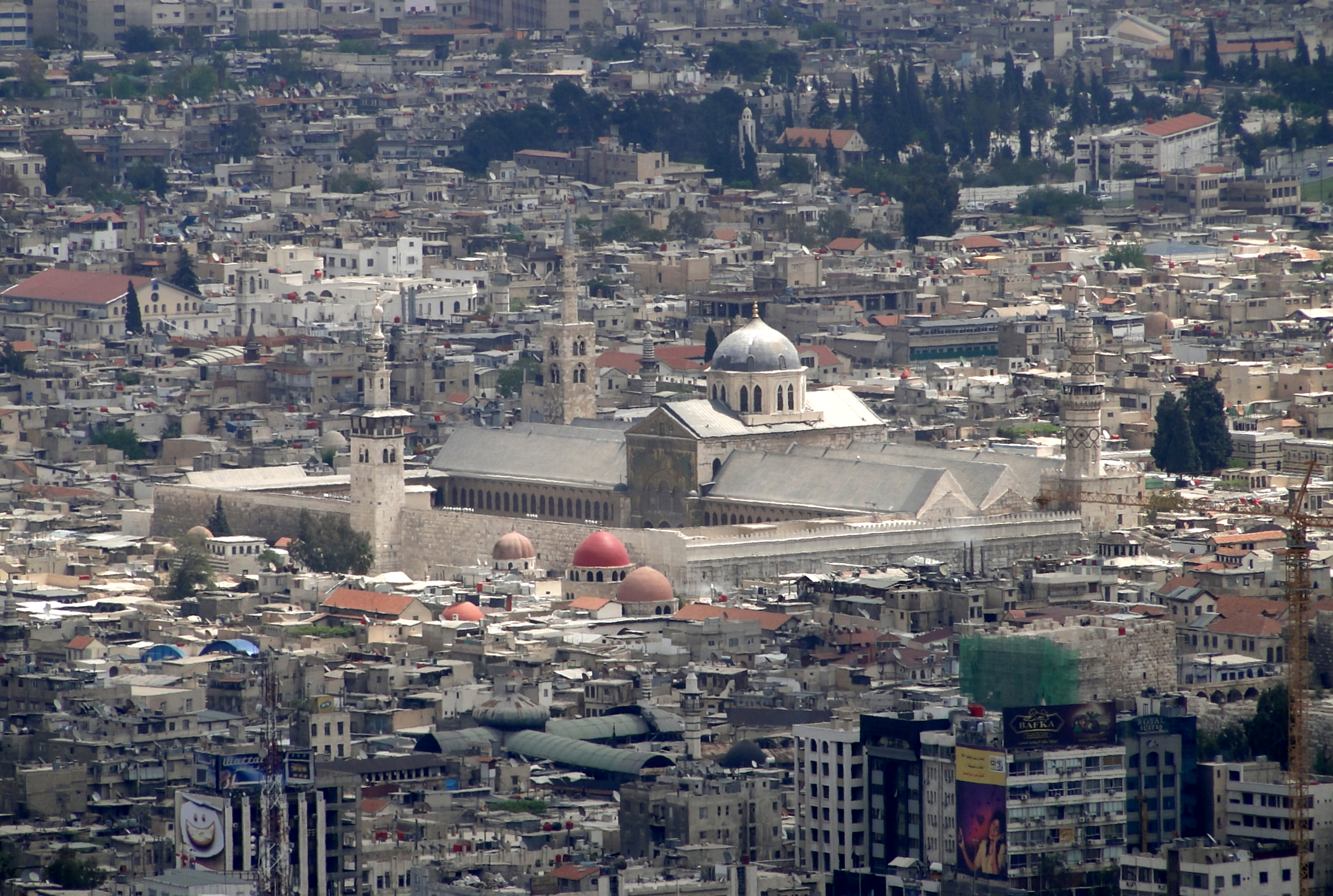
Întreg ansamblul edificiului.

Se presupune că locuitorii arameeni care trăiau în zona Damascului se închinau zeului ploii, Hadad-Ramman și că aceștia ar fi ridicat un templu în cinstea acestui zeu în locul pe care se află azi moscheea. Se presupune că arhitectura acestui templu era una specifică regiunii, fiind asemănător cu Templul din Ierusalim. Templul nu și-a pierdut importanța nici după ce Damascul a fost cucerit de către romani în anul 64, aceștia asimilând zeul Hadad-Ramman cu propriul zeu al furtunilor și ploilor, Jupiter căruia i-au închinat templul. Romanii au făcut totuși unele modificări, lucrările fiind coordonate de arhitectul Apolodor, originar chiar din acele locuri. După adoptarea creștinismului de către romani, templul este transformat în bazilică în secolul IV, în timpul împăratului Teodosiu I. În secolul VI bazilica îi este închinată Sfântului Ioan Botezătorul datorită presupunerii că aici s-ar afla capul acestuia. Bazilica avea o importanță deosebită, aici aflându-se Episcopul Damascului, al doilea ierarh ca importanță din regiune după Patriarhul Antiohiei.

### Califatul arab
Damascul a fost cucerit de către musulmani în anul 636. În perioada imediat următoare cuceririi biserica nu a fost vizată de către aceștia. Ulterior, clădirea, care își păstrase forma de biserică, a fost folosită în comun atât de creștini, cât și de musulmani. Mai târziu, musulmanii și-au construit propria clădire pentru a-și desfășura rugăciunile. Califul Al-Walid a ordonat demolarea bisericii, în locul acela fiind ridicată, între anii 706 și 715, moscheea actuală. Crestinii au fost despăgubiți pentru pierderea bisericii.
Datorită importanței deosebite pe care o dobândise Damascul, cea de capitală a califatului, noua moschee trebuia să fie o construcție grandioasă. La realizarea sa au lucrat meșteri egipteni, persani, indieni și bizantini. Arhitectura moscheii a fost inspirată după Moscheea Profetului din Medina. Moscheea cuprindea o sală de rugăciune, o curte și anexe pentru pelerini. Sala de rugăciune, are o lungime de 160 de metri și un acoperiș din lemn susținut de coloane care provin de la templele romane din regiune. Se presupune că aici s-a aflat cel mai mare mozaic aurit din lume, care avea o suprafață de aproximativ  4000 de metri pătrați.
Odată cu eliminarea dinastiei Omeiade de la Damasc în anul 750 și mutarea capitalei la Bagdad de către noii conducători abasizi, Marea moschee din Damasc și-a pierdut pentru o perioadă importanța. Îmbunătățirile aduse de abasizi au fost minore, precum construirea unui turn cu ceas în secolul al X-lea și a unor domuri în curtea moscheii. În anul 1069 un incendiu a avariat grav moscheea.

### Alți conducători
În 1078 noii conducători ai orașului au devenit turcii selgiucizi, care au decis renovarea moscheii în urma incendiului din 1069. În 1082, Abu Ahmad ibn Nasr Fadl a decis restaurarea cupolei, fațadei și a altor elemente.
În perioada ayyubită, Marea moschee din Damasc era locul de unde musulmani erau chemați să-și apere orașul în fața cruciaților. Clădirea moscheii era și ea parte din sistemul de apărare a orașului. În anul 1167, un incendiu a avariat din nou clădirea.
După ayyubizi Damascul a fost pentru scurt timp sub controlul cruciaților și al mongolilor, apoi sub controlul mamelucilor pentru circa două secole. În această perioadă au avut loc o serie de incendii și restaurări.
Din secolul al XVI-lea până la începutul secolului XX. Damascul a fost sub controlul turcilor otomani. La scurt timp după cucerirea orașului aceștia au ordonat restaurarea și redecorarea moscheii.
Un incendiu de proporții a avut loc în 1893, fiind nevoie de o nouă restaurare.
În timpul mandatului francez în Siria,în 1929, moscheea a suferit o nouă restaurare.
După obținerea independenței de către Siria, guvernul sirian a realizat la rândul său o serie de restaurări în 1954, 1963 și anii 1980 si 1990. Acestea din urmă au fost criticate de UNESCO sub pretextul folosirii unor metode de restaurare improprii. În replică, guvernul sirian a răspuns că Moscheea este mai degrabă un monument simbolic al islamului decât unul istoric.
Marea moschee a fost prima moschee vizitată vreodată de către un papă. În anul 2001, sub pretextul vizitării mormântului capului Sfântului Ioan Botezătorul, papa Ioan Paul al II-lea a vizitat moscheea.

## Arhitectura
În ciuda numeroaselor restaurări mai mult sau mai puțin corespunzătoare, Marea Moschee din Damasc, este una dintre puținele moschei din perioada de început a islamului care și-a păstrat structura și elementele arhitecturale specifice acelei perioade, stilul arhitectural specific primului secol al islamului nefiind alterat. Curtea ocupă partea nordică a complexului, iar sanctuarul pe cea sudică. Zidurile exterioare s-au păstrat la rândul lor. Cel mai mare dom al moscheii este Domul Vulturilor. Acesta are o înălțime de 36 de metri fiind construit din piatră în urma incendiului din 1893. Cele trei minarete ale moscheii sunt alte elemente spectaculoase ale arhitecturii moscheii. Minaretul Miresei, a fost primul construit, fiind situat pe partea de nord a moscheii. Minaretul lui Iisus, se află în colțul estic al moscheii, având o înălțime de 77 de metri, fiind cel mai înalt minaret al moscheii. Cel de-al treilea minaret este cel vestic, construit de sultanul Mamluk Qaitbay în anul 1488.

## Semnificația religioasă
Marea moschee are o semnificație foarte importantă, atât pentru șiiți cât și pentru suniți. Majoritatea musulmanilor cred că în cel mai înalt minaret al moscheii, denumit Minaretul lui Iisus, va avea loc A Doua Venire a lui Iisus Hristos, considerat profet în islam. De asemenea, în urma bătăliei de la Karbala, familia califului Ali a ajuns la Damasc fiind ținută prizonieră în moschee pentru 60 de zile.

## Galerie de imagini

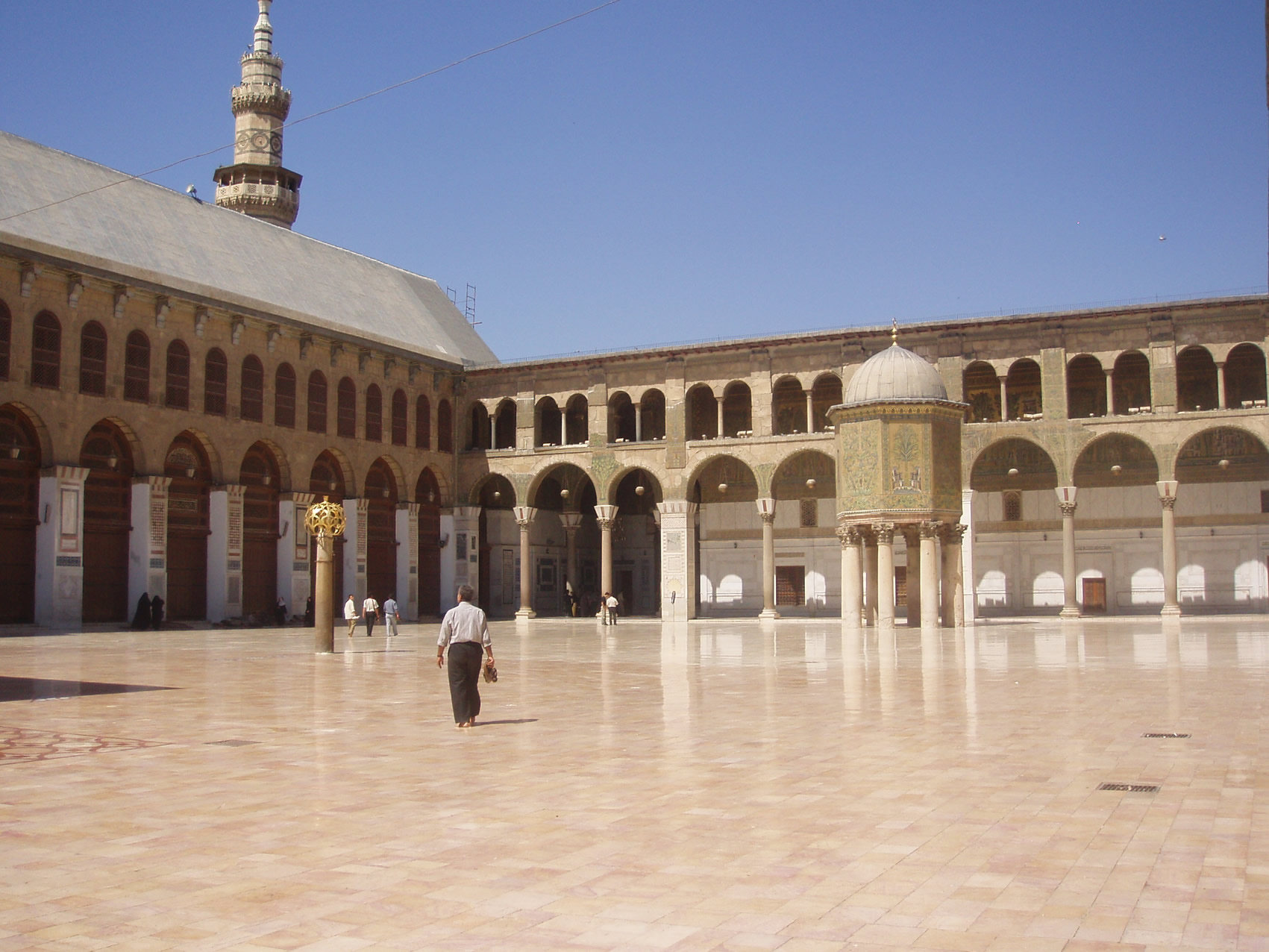
Curtea moscheii.
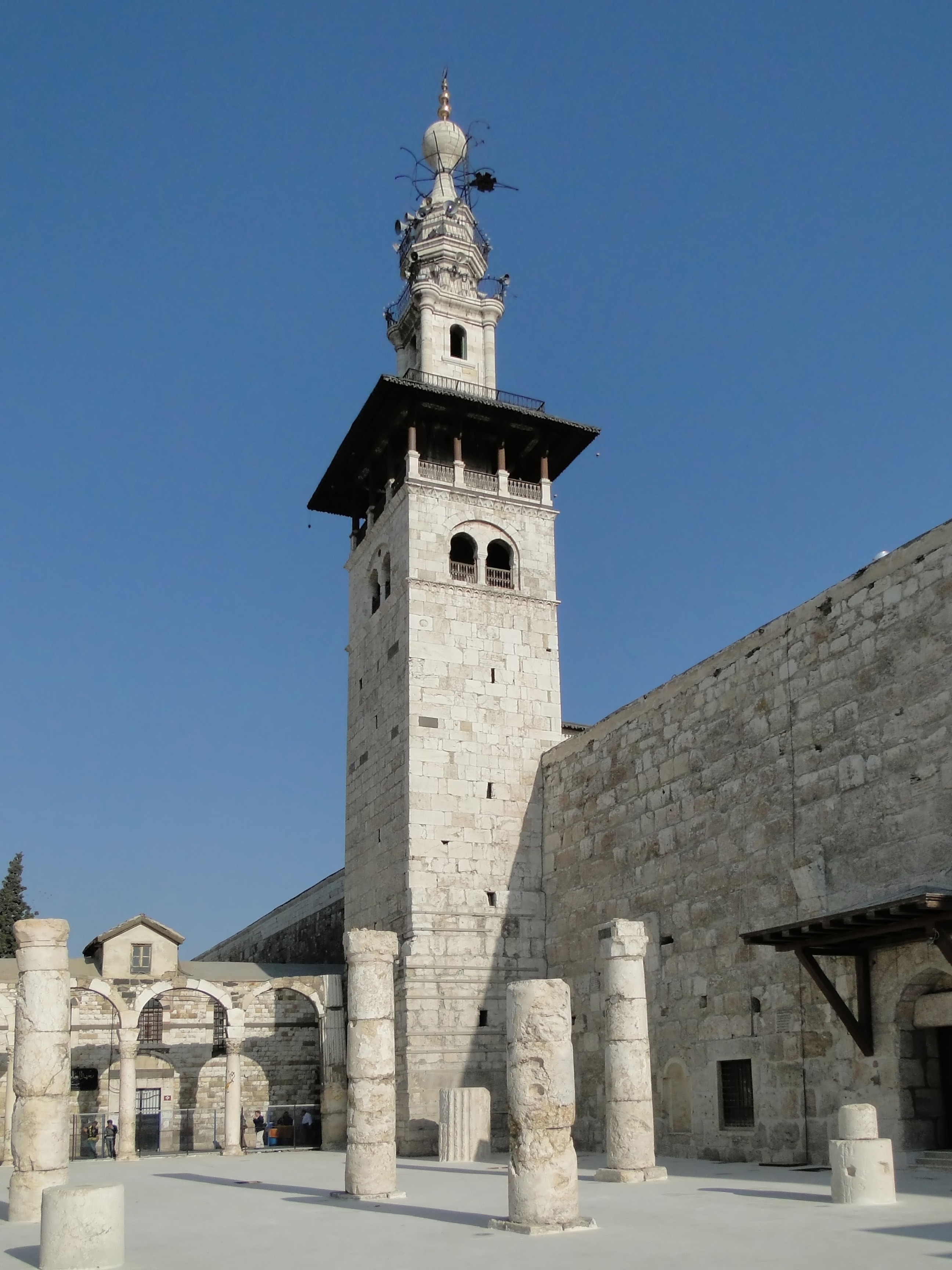
Minaretul  Miresei.
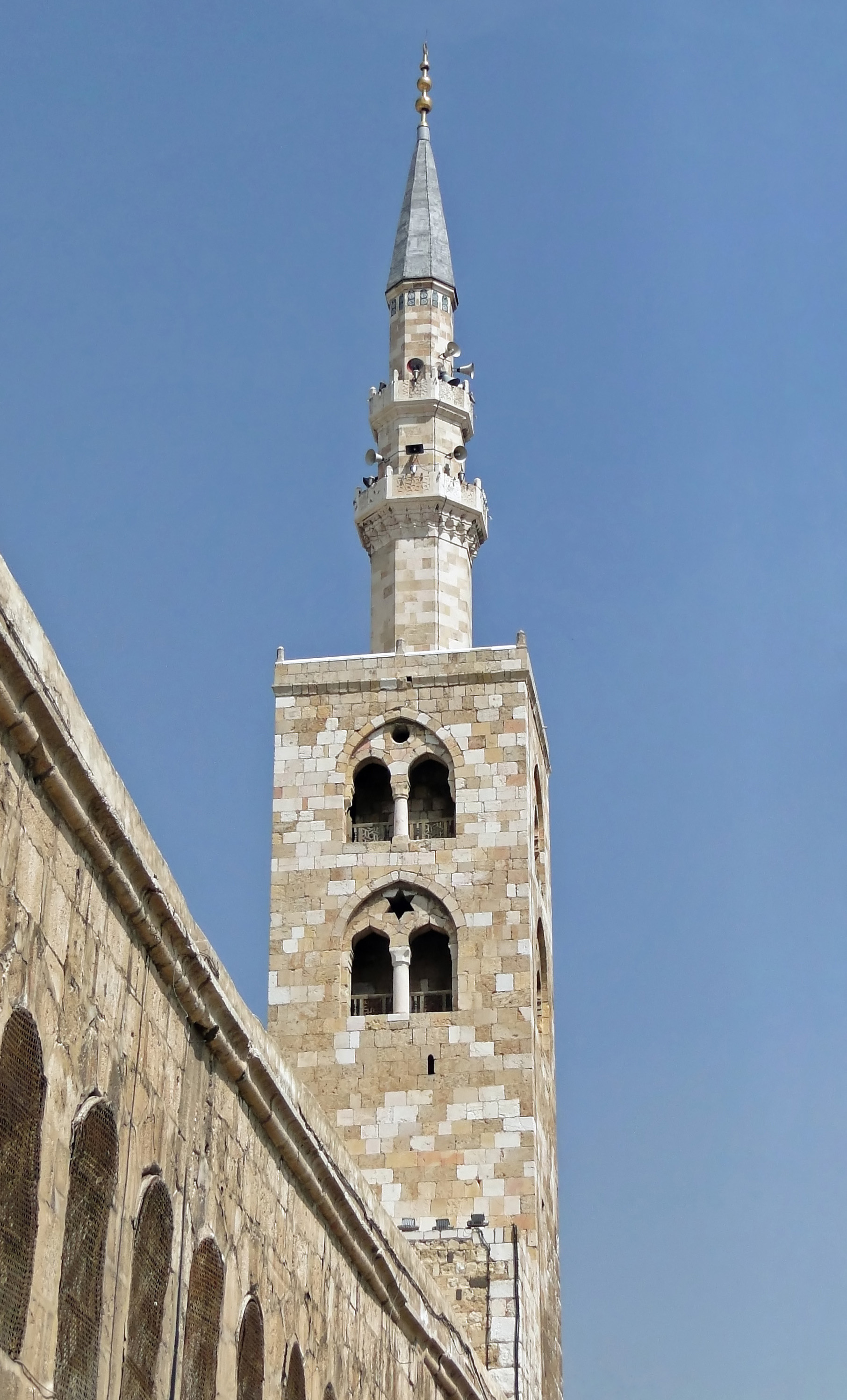
Minaretul lui Iisus.
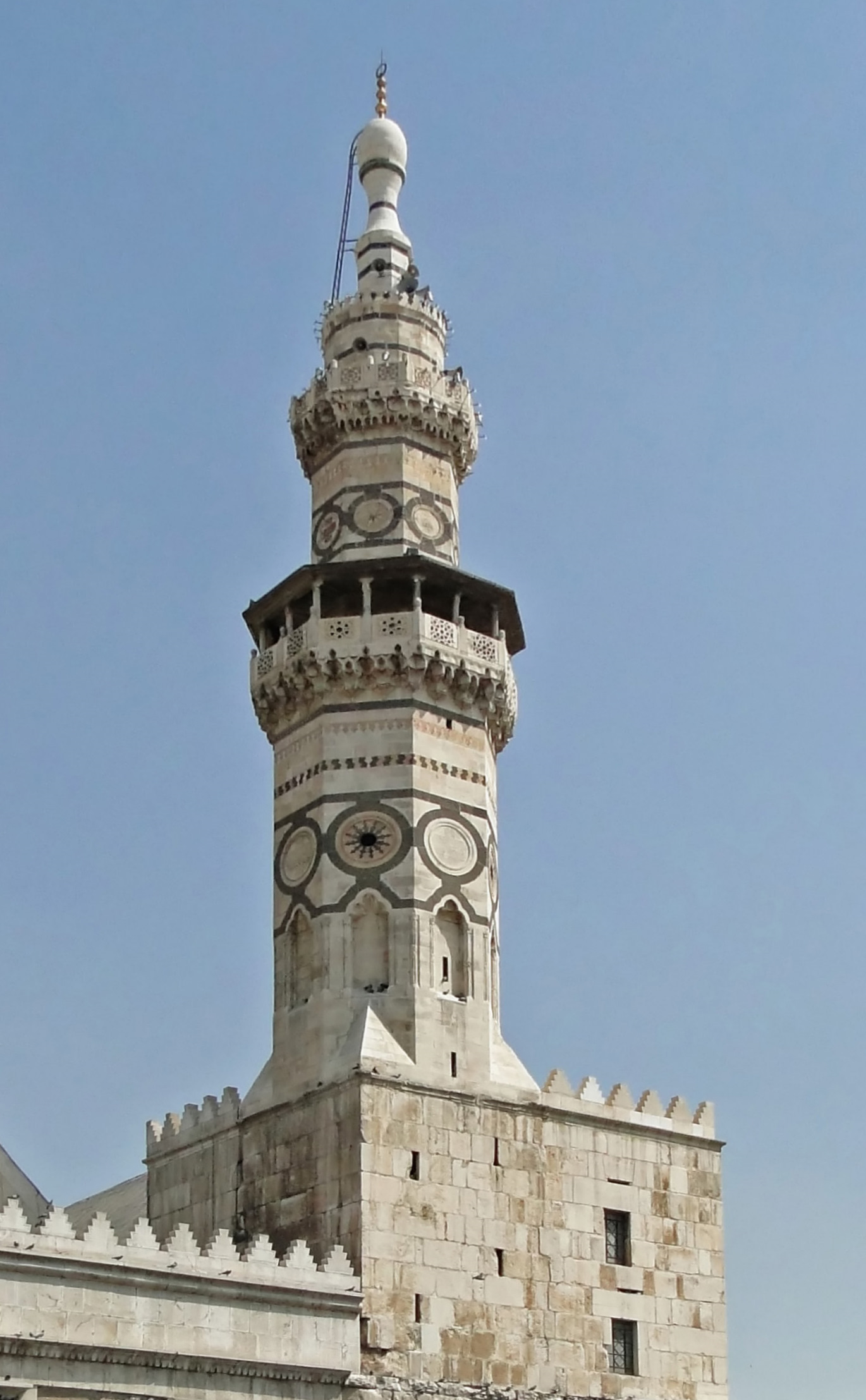
Minaretul Qaitbay.
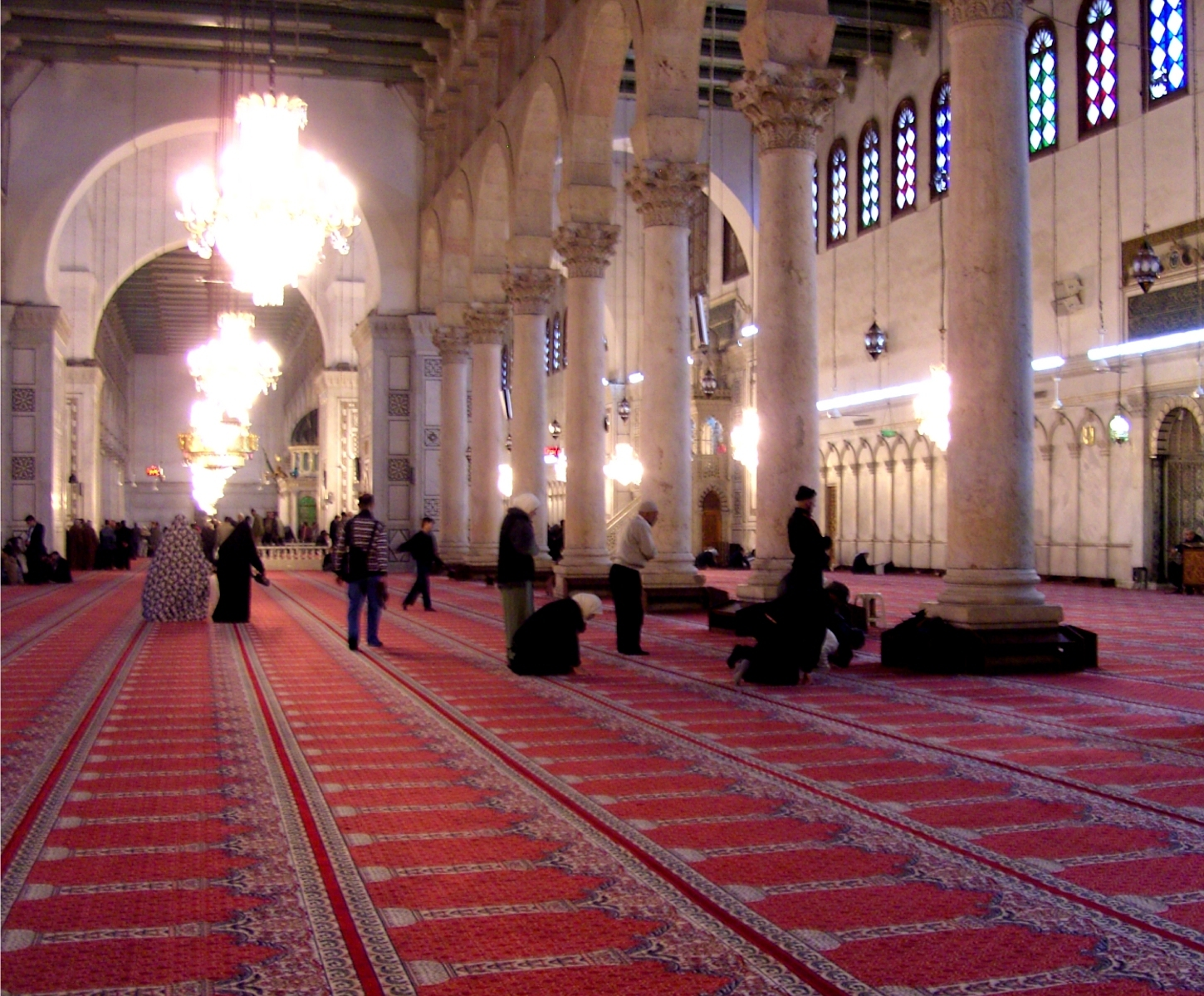
Interior.
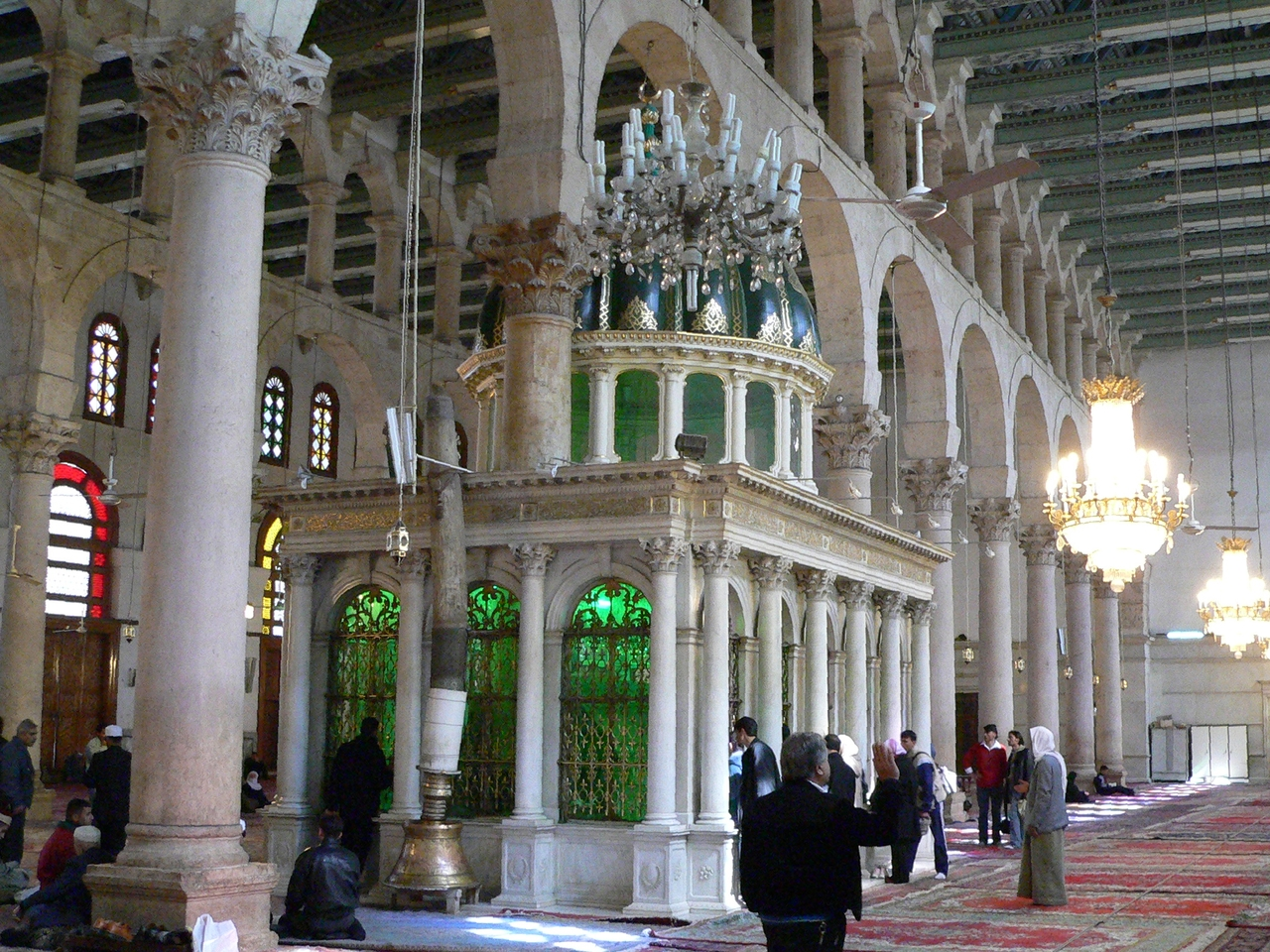
Altarul lui Ioan.
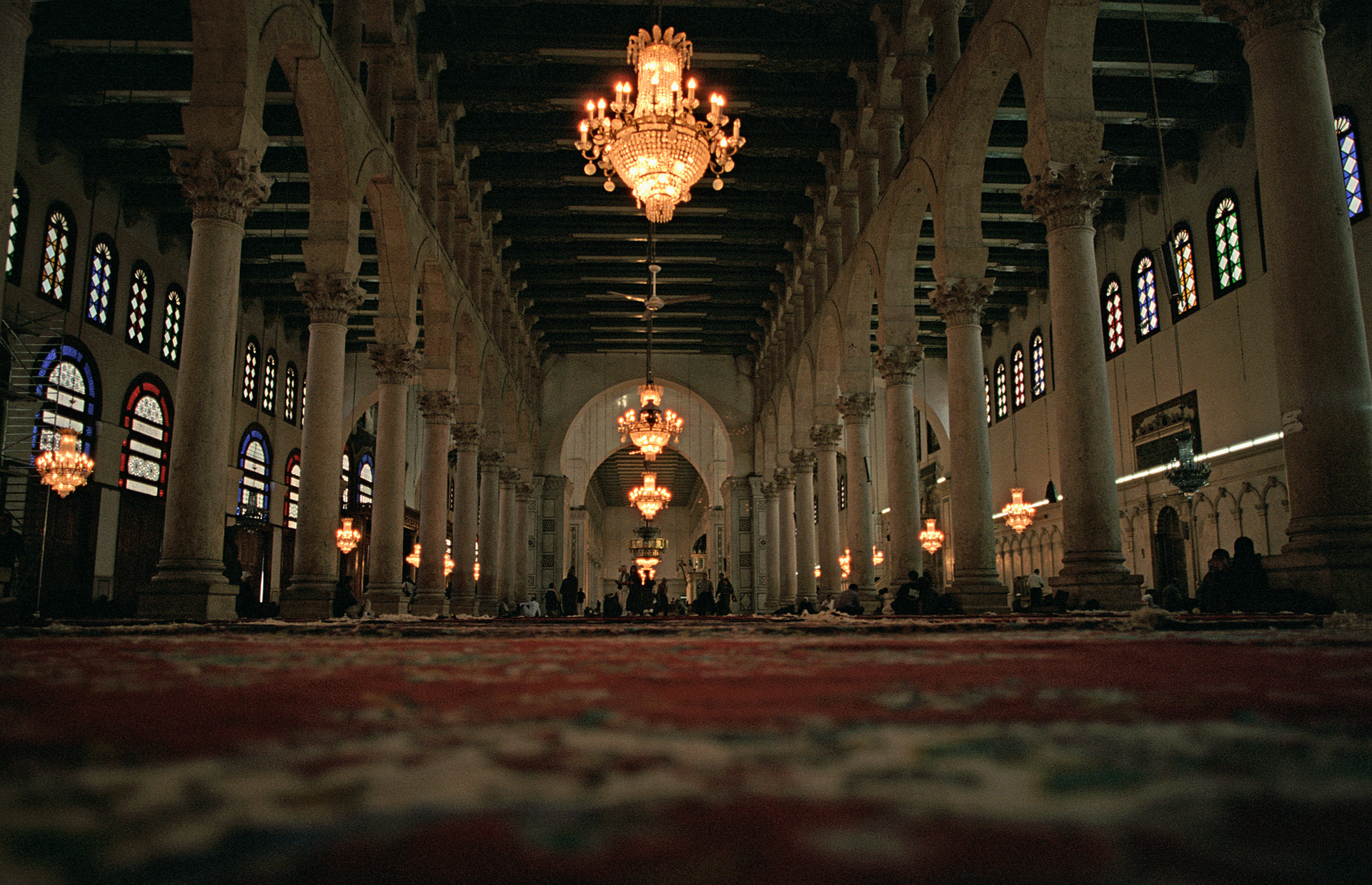
Interior.
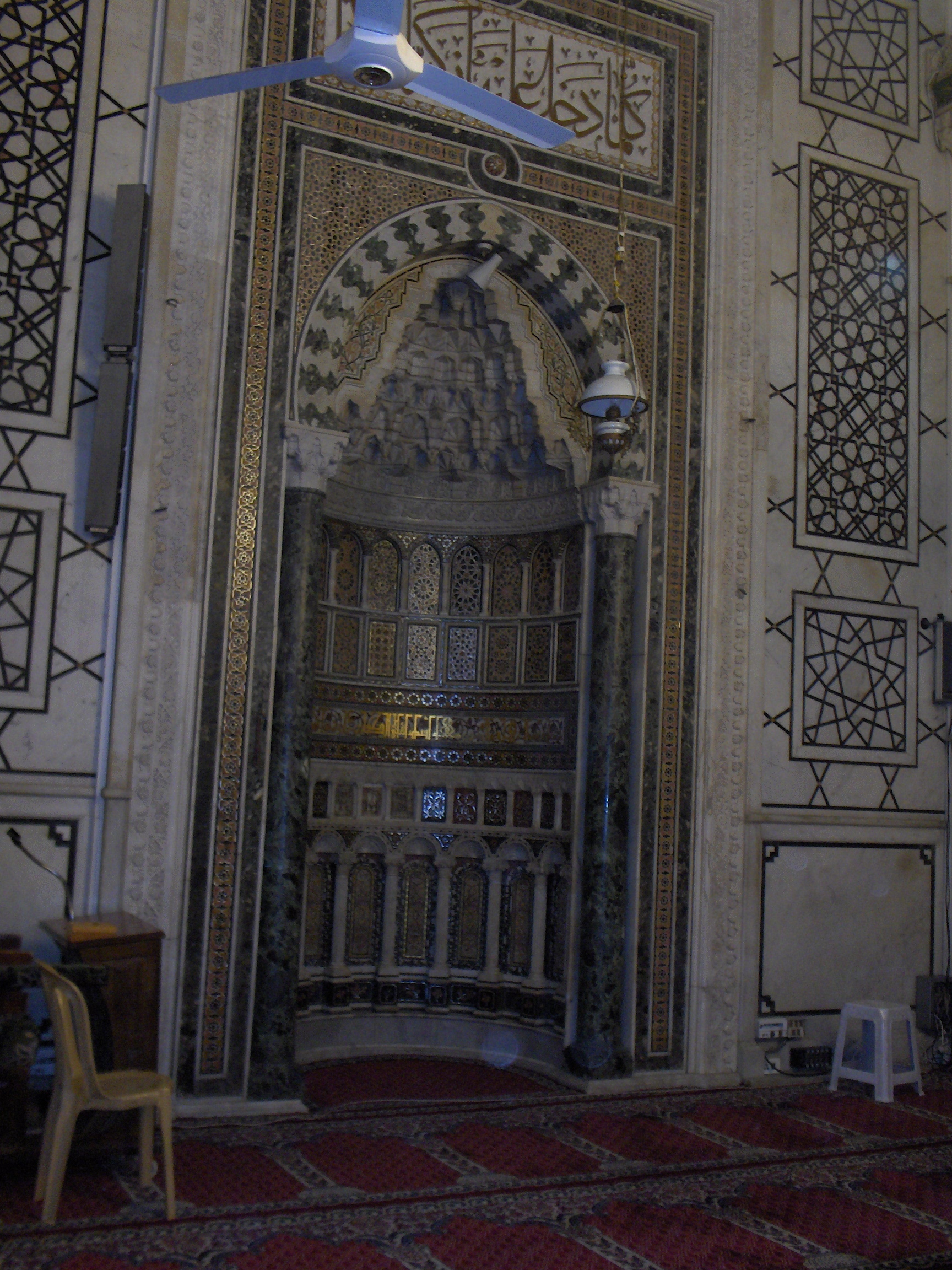
Mihrabul.
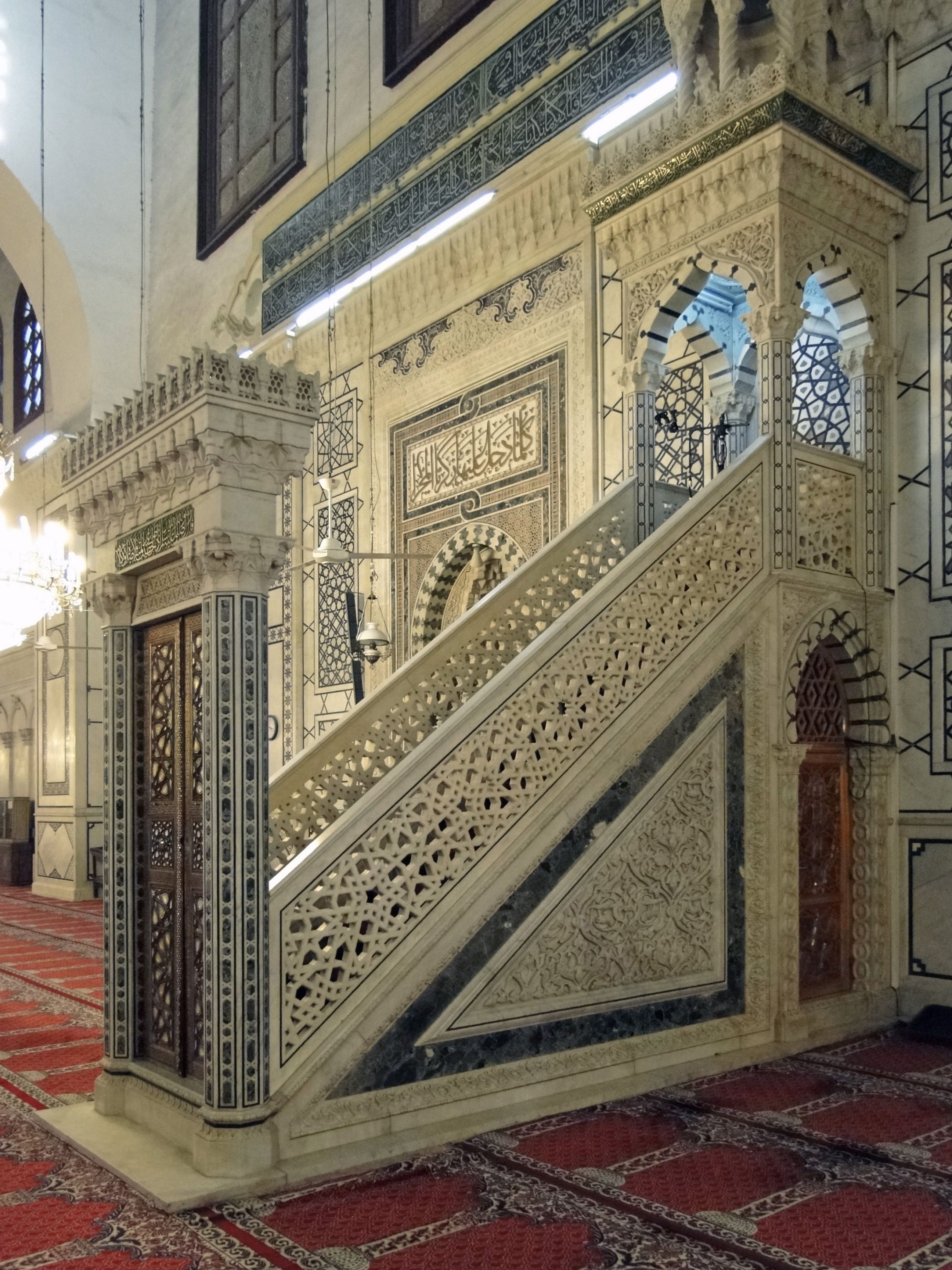
Minbarul.